# Cupido mora
Cupido mora är en fjärilsart som beskrevs av Swinhoe 1884. Cupido mora ingår i släktet Cupido och familjen juvelvingar. Inga underarter finns listade i Catalogue of Life.